# Hubbrücke Karnin

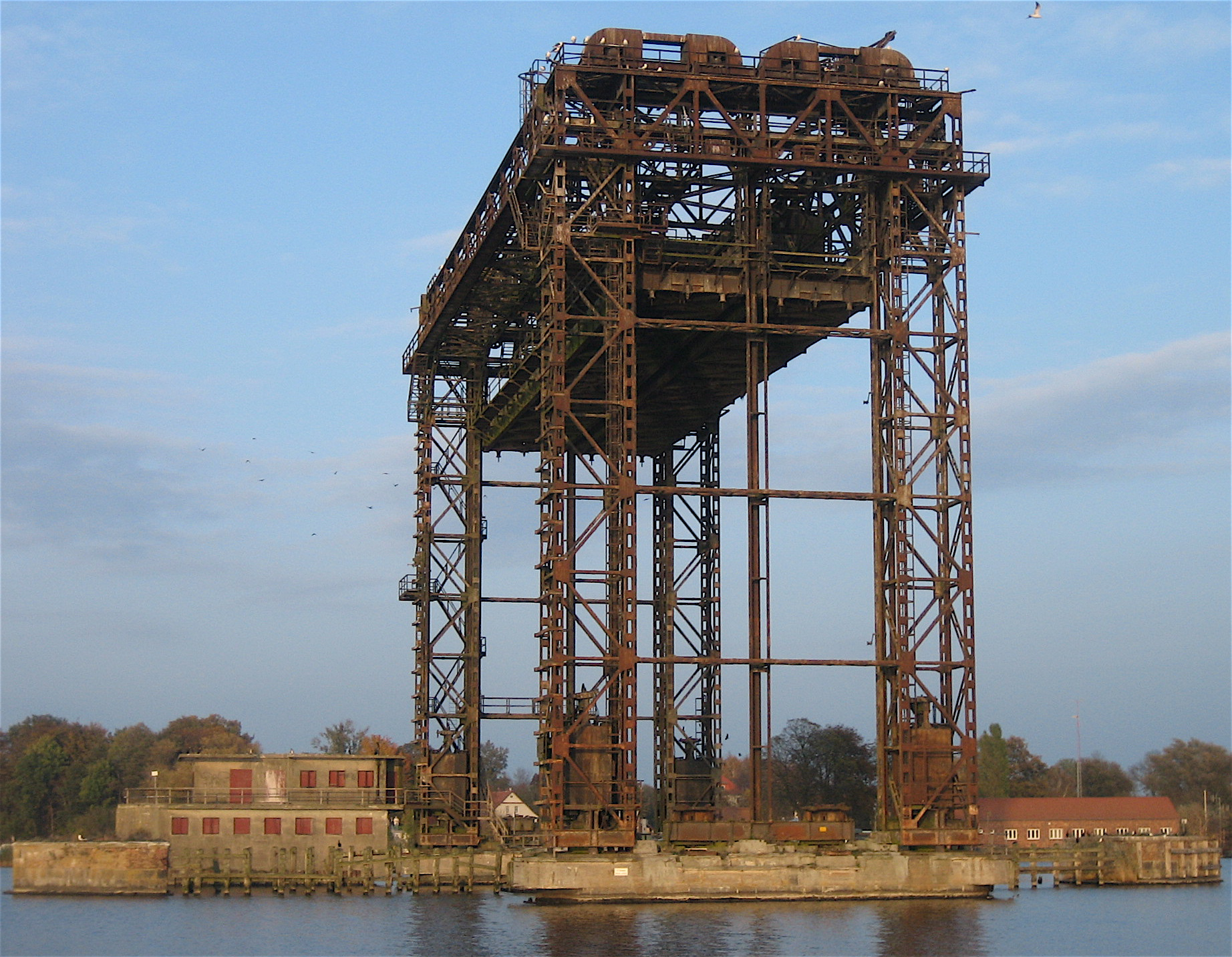
Hubbrücke Karnin, 2008 – auf dem verlängerten hinteren Fundament das ehemalige Betriebsgebäude – im Hintergrund das Ufer von Usedom

Die Hubbrücke Karnin ist der mittlere Teil der Karniner Brücke, einer ehemals etwa 360 m langen Eisenbahnbrücke zwischen dem pommerschen Festland bei Kamp und der Insel Usedom bei Karnin. Das Brückenbauwerk wurde 1933 fertiggestellt; es war Bestandteil der über Swinemünde führenden Bahnstrecke Ducherow–Heringsdorf–Wolgaster Fähre, die nur noch zwischen Swinemünde und Wolgast existiert und betrieben wird.
Die Überbauten beiderseits des beweglichen Hubteils wurden 1945 von der Wehrmacht zerstört, um die anrückenden sowjetischen Truppen aufzuhalten. Der Hubteil der Brücke steht seit Kriegsende unverändert als Fragment und technisches Denkmal mitten im Strom, dem inneren Küstengewässer, das das Stettiner Haff mit dem Peenestrom verbindet.

## Aufbau und Geschichte

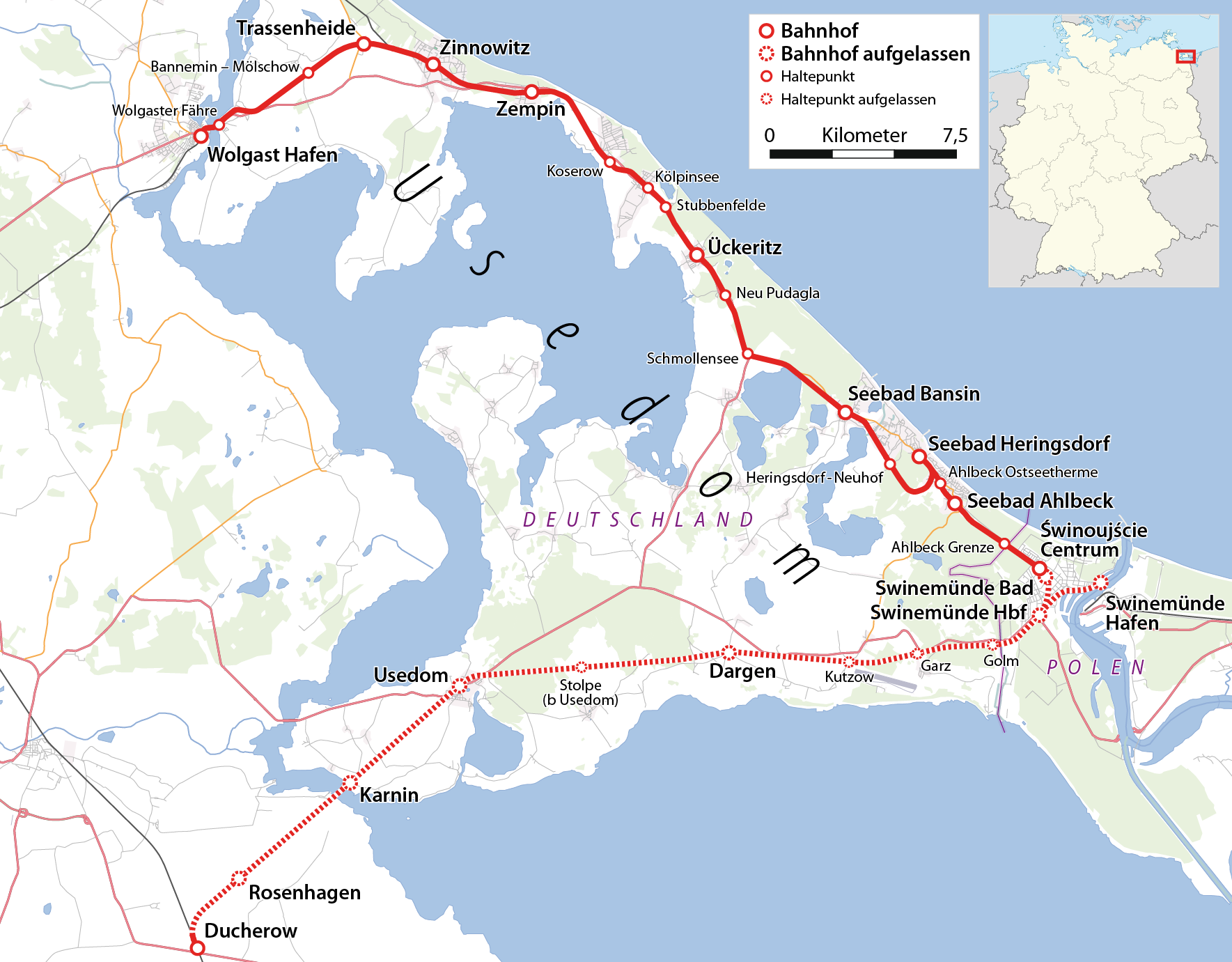
Karte der Bahnstrecke Ducherow–Heringsdorf–Wolgaster Fähre, deren stillgelegter und demontierter südlicher Teil über die Karniner Brücke führte

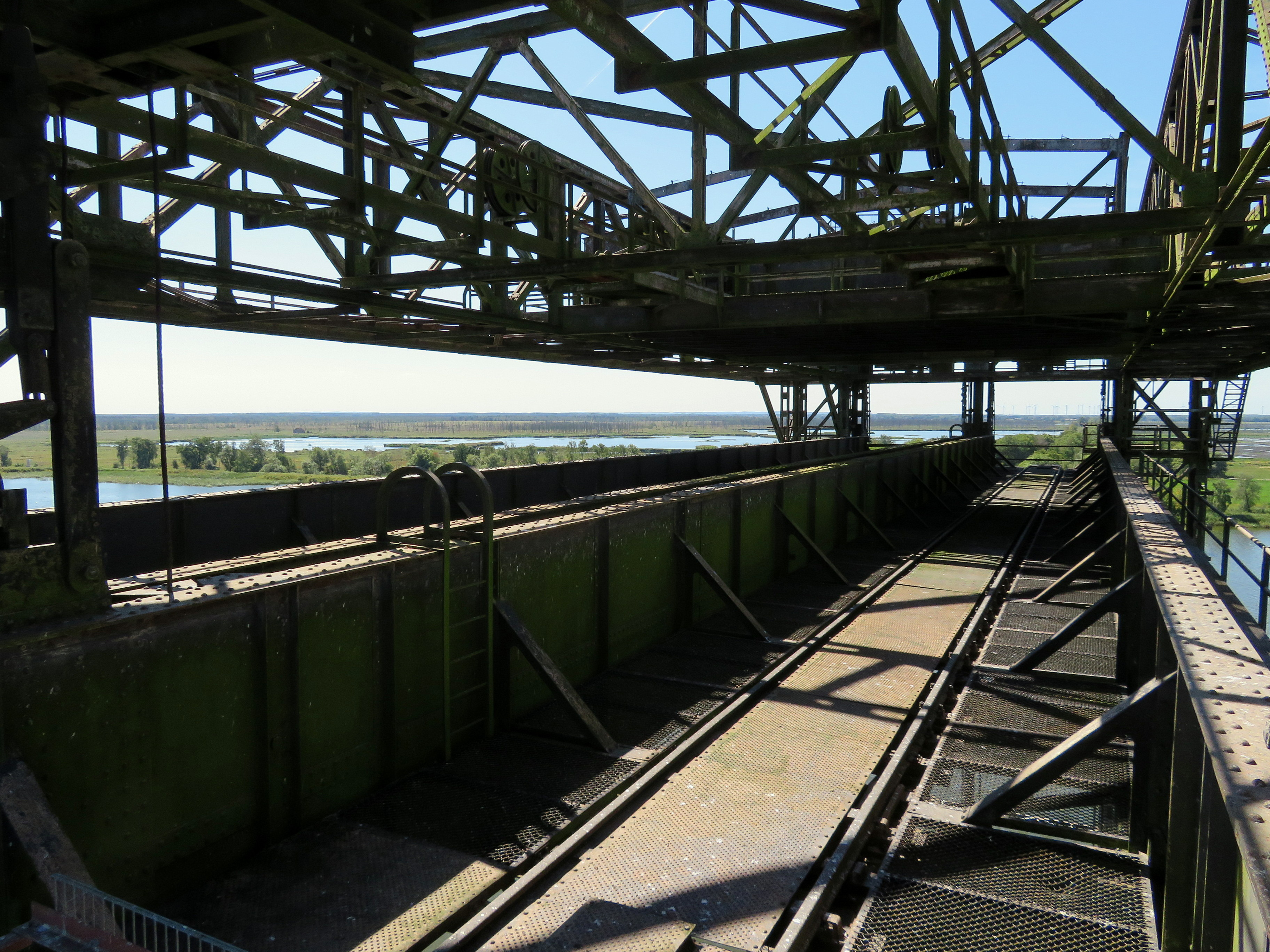
Westlicher Gleistrog der Karniner Hubbrücke in der arretierten, hochgefahrenen Lage mit Blick Richtung Südwesten.

Das Brückenbauwerk wurde 1875 zusammen mit der Eisenbahn von Ducherow nach Heringsdorf in Betrieb genommen. Vorgänger der zweigleisigen Hubbrücke in der Mitte war eine eingleisige handbetriebene Drehbrücke. Der seit dem zweigleisigen Ausbau der Strecke 1908 vermehrte Zugbetrieb und höhere Verkehrslasten hatten 1932/33 den Bau eines neuen zweigleisigen Brückenbauwerks zur Folge.
Bei der schneller zu betätigenden Hubbrücke wurde das gleiche Hebeprinzip mit an Seilen hängenden Gegengewichten wie beim damals gleichzeitig gebauten und noch in Betrieb befindlichen Schiffshebewerk Niederfinow angewendet. Die Hubbrücke macht etwa 52 Meter von 360 Metern Gesamtlänge des ehemaligen Brückenbauwerks aus. Ihre Höhe ist 35 Meter. Die Hubhöhe des beweglichen Brückenteils beträgt 28 m, die Spannweite 47 m. Der Mittelpfeiler der vorherigen Drehbrücke blieb als zusätzliches mittleres Auflager für die abgesenkte Hubplatte bestehen, was deren leichte Bauweise und relativ schnelle Beweglichkeit ermöglichte.
Die Brücke war die wichtigste Verkehrsanbindung von Usedom an das Festland. Sie querte den Strom – wie die kurze Verbindung zwischen dem Stettiner Haff und der Mündung der Peene in den Peenestrom genannt wird – zwischen Kamp und Karnin und war für die touristische Entwicklung der Insel, aber auch für den Standort militärischer Einrichtungen auf Usedom (Munitionslager bei Usedom, Heeresversuchsanstalt Peenemünde ab 1936) von großer Bedeutung. Am 28. April 1945 wurde die Brücke von der Wehrmacht gesprengt, um der Roten Armee den Vormarsch zu erschweren. Zerstört wurden dabei die insel- und festlandseitigen festen Brückenteile, die eigentliche Hubbrücke blieb unbeschädigt. Begründet wurde das Verschonen des Mittelteiles mit den im Stettiner Haff operierenden deutschen Marineeinheiten, denen man einen hindernisfreien Fluchtweg über den Peenestrom in die Ostsee offen halten wollte. Der bewegliche Brückenteil, die Hubplattform, wurde vorher in die oberste Endlage gefahren, wo sie auch noch verklemmt in der Höhe schwebt.
Nach dem Krieg wurde das Brückenbauwerk nicht wieder aufgebaut, unter anderem deshalb, weil die Strecke nun zuerst ins jetzt polnisch gewordene Swinemünde (polnisch: Świnoujście) führte. Die Verbindung dorthin war entbehrlich geworden und wurde über Swinemünde hinaus bis zum deutsch gebliebenen Ahlbeck demontiert. Der Verlauf des ehemaligen Streckenabschnitts Ducherow–Karnin–Usedom–Dargen–Swinemünde ist noch zu erkennen. Die gesprengten und in den Strom gestürzten Träger der beidseits der Hubbrücke Karnin befindlichen Bogenbrücken wurden geborgen und zum Teil zum Wiederaufbau der zerstörten Oderbrücken der Ostbahn in Küstrin verwendet.
In den 1960er Jahren wurde der Wiederaufbau der Bahnstrecke und der Brücke geplant, doch dieser ist bisher immer wieder verschoben worden. Auf der Reststrecke von Ahlbeck nach Wolgaster Fähre gab es lange Zeit Inselbetrieb. Eine Anbindung ans Festland erfolgte im Jahre 2000 über die neue Peenebrücke Wolgast, die als kombinierte Eisenbahn- und Straßenbrücke ausgeführt worden war.
Im Frühjahr 1990 sollte die Hubbrücke Karnin abgerissen werden. Das Spezialschiff zur Durchführung der Arbeiten war bereits von Stralsund aus unterwegs, als der Kreisnaturschutzbeauftragte für die Insel Usedom, Claus Schönert, und der Zirchower Pfarrer Otto Simon aktiv wurden. Sie machten, gemeinsam mit einer Gruppe Jugendlicher, die Öffentlichkeit auf die einzigartige Brutkolonie von Turmfalken auf der Brücke aufmerksam. Dadurch konnte Zeit gewonnen werden. Um den Brückenbauingenieur Hans Nadler fanden sich schließlich Gleichgesinnte zusammen, die zur Durchsetzung ihrer Ziele (denkmalpflegerischer Erhalt und Wiederaufbau) 1992 die Usedomer Eisenbahnfreunde e. V. gründeten. Der Verein restaurierte ab 1997 das Empfangsgebäude des Bahnhofs Karnin und betrieb dort von 1999 bis 2005 eine Ausstellung zur Streckengeschichte.
Die Hubbrücke sowie das Empfangsgebäude des Bahnhofs stehen unter Denkmalschutz.

## Überlegungen zum Wiederaufbau

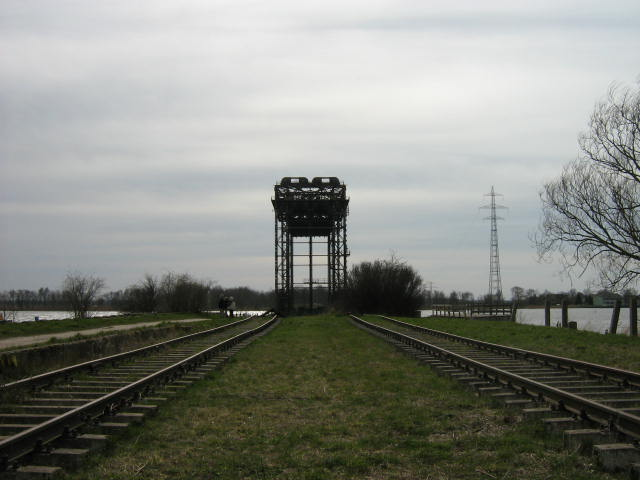
Gleisreste der ehemaligen Zufahrt von Usedom aus

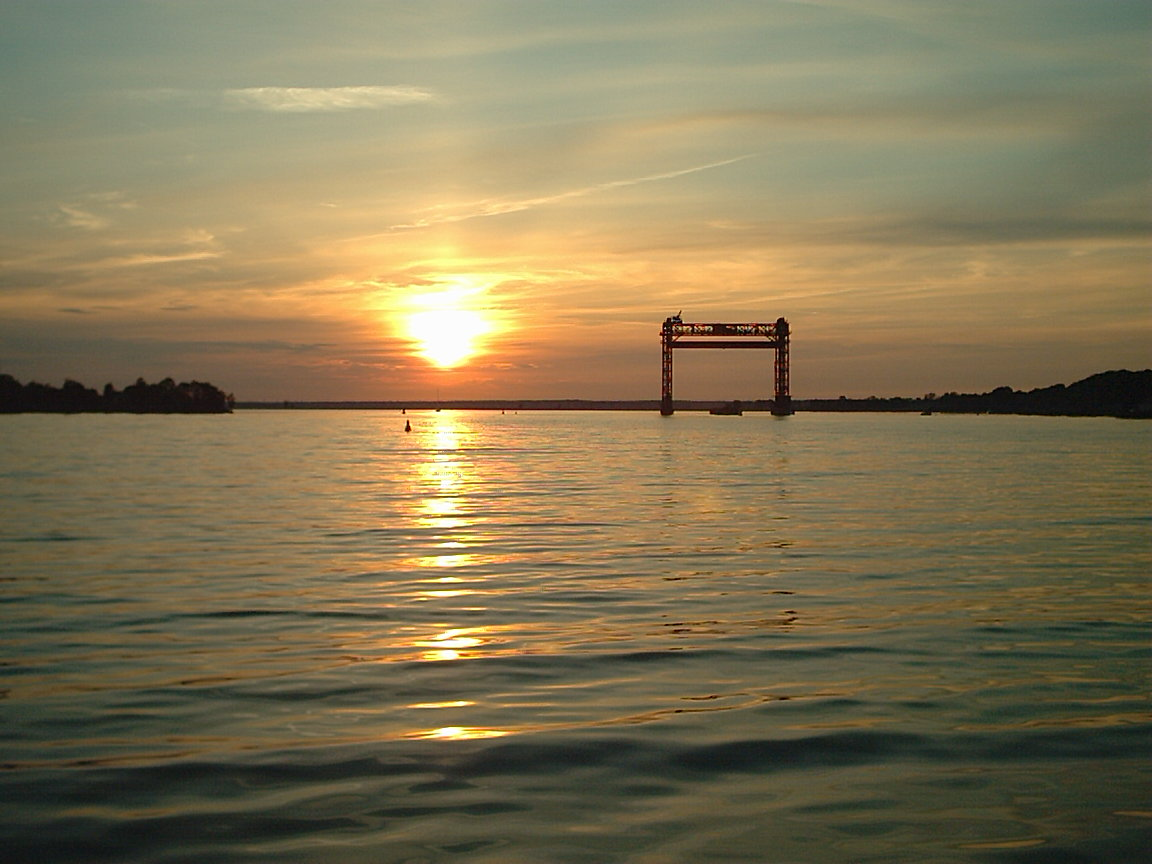
Ansicht von Osten, links das Festland

Im Bedarfsplan für die Bundesschienenwege aus dem Jahr 2004 wurde der Wiederaufbau der Strecke Seebad Heringsdorf, Swinemünde (pl.: Świnoujście) und Ducherow als lfd. Nr. 11 im Abschnitt Internationale Projekte aufgeführt. Durch diese Verbindung würde sich die Fahrzeit zwischen Berlin und der Insel Usedom von fast vier auf etwa zwei Stunden verkürzen. Da die Hubbrücke Karnin zur Eisenbahnstrecke Ducherow–Swinemünde gehört, sind die aktuellen Bestrebungen zum Wiederaufbau dort gemeinsam dargestellt.
Am 9. April 2010 haben in Berlin rund 50 Politiker und Wirtschaftsvertreter aus Deutschland und Polen das Aktionsbündnis Karniner Brücke gegründet, welches den Wiederaufbau der Bahnstrecke und damit die Reaktivierung der Brücke vorantreiben soll. Im November 2010 startete es eine bundesweite Unterschriftensammlung für den Wiederaufbau der südlichen Bahnanbindung der Insel Usedom über Karnin. Gleichzeitig präsentierten die Usedomer Eisenbahnfreunde und das Zweiradmuseum Dargen ein Modell der historischen Hubbrücke im Maßstab 1:27, welches in verschiedenen deutschen Großstädten und Stettin öffentlich gezeigt werden sollte.
Die Bundesregierung antwortete am 10. April 2012 und am 15. Mai 2012 auf Kleine Anfragen im Deutschen Bundestag, dass der Wiederaufbau der Eisenbahnstrecke Ducherow–Karnin–Swinemünde einschließlich der Karniner Hubbrücke aufgrund der vorliegenden Gutachten unwirtschaftlich sei.
Anfang Oktober 2012 veröffentlichte die DB dann eine neue Studie, in der auch das Fahrgastpotenzial nach Swinemünde berücksichtigt wurde. Die Planungen sehen nun eine Klappbrücke hinter der Karniner Hubbrücke und eine eingleisige Strecke vor. Die veranschlagten Baukosten liegen mit 100 Millionen Euro um 40 Millionen Euro unter den bisherigen Planungen.
Mecklenburg-Vorpommern meldete die Strecke für den Bundesverkehrswegeplan 2030 an. Der für die Region beiderseits des Peenestroms zuständige damalige  Wahlkreisabgeordnete des Deutschen Bundestags, Matthias Lietz (CDU), der zugleich Mitglied im Verkehrsausschuss des Bundestags war, lehnte das Eisenbahnprojekt ab und forderte den Bau von Ortsumgehungen der Bundesstraßen, die auf Usedom liegen und dorthin führen. Im September 2014 bildete sich eine „Bürgerinitiative Karnin 21“, die sich gegen die Reaktivierung der Eisenbahnlinie wendet.
In der Grobbewertung für den Entwurf des BVWP 2030 schied das Projekt „1-387 Wiederaufbau Karniner Brücke“ im März 2016 mit folgender Begründung aus:
„Die betroffene Strecke wird auch künftig nicht bzw. kaum durch SPFV oder überregionalen SGV genutzt werden. Da es sich daher um eine SPNV-Maßnahme handelt, ist der Projektvorschlag nicht in den BVWP aufzunehmen.“
Auf eine verbindliche Ermittlung des Nutzen-Kosten-Faktors wurde verzichtet. Jetzt besteht die Möglichkeit, dass die Landesregierung MV in Zusammenarbeit mit der Deutschen Bahn AG unter Berücksichtigung von Fördermitteln der Europäischen Union den Wiederaufbau realisiert. Der Deutsche Bahnkunden-Verband kritisierte in seiner Stellungnahme zum Entwurf des BVWP 2030 die Nichtaufnahme in die Projektvorschlagsliste.
In ihrer Antwort vom 20. Mai 2016 auf eine Kleine Anfrage der Fraktion BÜNDNIS 90/DIE GRÜNEN teilt die Bundesregierung mit, dass die Nachfrage im SPFV, auf die sich die Projektanmeldung beruft, nicht genügend Potential für einen eigenwirtschaftlich zu betreibenden SPFV biete. Für den SGV habe die Strecke keine Relevanz, weil es im deutschen Teil der Insel Usedom kein nennenswertes, für die Verlagerung auf die Schiene geeignetes Verkehrsaufkommen gibt und die für den Güterverkehr wichtigeren Anlagen des Seehafens Swinemünde auf der Insel Wollin (Polen) liegen. Das Fahrgast- und Güterpotential der wachsenden Hafenstadt Swinemünde bleibe deshalb unberücksichtigt. Das Projekt sei nach Einschätzung der Bundesregierung aber für den SPNV von Bedeutung.
Im Rahmen einer Demonstration der Usedomer Eisenbahnfreunde am 24. Januar 2018 vor dem Schweriner Landtag äußerte sich die Ministerpräsidentin Manuela Schwesig wie folgt: „Ich freue mich, dass heute die Usedomer Eisenbahnfreunde vor dem Landtag für die Karniner Brücke warben. Ich habe heute viele gute Argumente gehört, die wir prüfen werden. Klar ist: für eine Umsetzung brauchen wir auch den Bund im Boot.“ Im Rahmen der Antwort auf eine Kleine Anfrage vom 9. Februar 2018 zeigt die Landesregierung von MV die Möglichkeit der Finanzierung durch einen Kredit bei der Europäischen Investitionsbank auf.
Am 18. August 2018 wurde bekannt, dass das Land Mecklenburg-Vorpommern im Jahr 2019  für die Vorplanung 400.000 EUR aus dem Strategiefonds der Koalitionsfraktionen bereitstellen möchte. Ministerpräsidentin Manuela Schwesig (SPD) erklärte: „Ich bin offen für das Thema und würde gut finden, wenn Geld aus dem Strategiefonds fließt.“ Denn um die Eisenbahnbrücke bauen zu können, müssten vorher „Fakten auf den Tisch“. Schwesig sagte, die Regierung wolle sich generell des Verkehrsproblems auf Usedom annehmen: „Wir wollen gemeinsam mit der Insel ein Verkehrskonzept entwickeln.“ Dazu zählten auch Antworten auf zu erwartenden stärkeren Auto-Verkehr durch den Swinetunnel, der ab 2022 in Polen die Inseln Usedom und Wolin verbinden soll.
Das Landesverkehrsministerium des Landes MV informierte am 20. März 2019, dass die Finanzierung der Bauplanung für den Wiederaufbau der südlichen Bahnanbindung der Insel Usedom von 8 Millionen Euro im Landeshaushalt 2020/21 bereitgestellt werden soll.
Im Dezember 2019 hat die Landesregierung MV entschieden, in den Doppelhaushalt für die Jahre 2020 und 2021 insgesamt 2,8 Millionen Euro für Projektanalysen und Berechnungen einzustellen. Die Ergebnisse der Vorplanung inklusive der Kosten-Nutzen-Rechnung sollen im Jahr 2022 vorliegen. Am 10. Februar 2022 wurde bekannt, dass es für den Streckenabschnitt zwischen Heringsdorf und Swinemünde auf polnischer Seite andere Planungen gibt, die das Verkehrsprojekt nun verzögern – oder sogar verhindern könnten. Dort befindet sich circa 600 Meter östlich der Grenze ein Schießstand, dessen Sicherheitszone von der Trasse tangiert würde. Deswegen gibt es Überlegungen die Trasse von Zirchow an Ulrichshorst und Korswandt vorbei direkt nach Seebad Heringsdorf nur auf deutschem Gebiet zu führen.
Am 13. September 2022 informierten die Usedomer Eisenbahnfreunde, dass die Voruntersuchungen der Kosten für die Bahntrasse seit fünf Monaten vorliegen und sich auf ca. 550 Millionen Euro belaufen. Der im Bau befindliche Tunnel unter der Swine werde im Sommer 2023 fertig gestellt. Zudem befände sich der Containerhafen für Świnoujście (Swinemünde) im Ausschreibungsverfahren und könnte in vier bis fünf Jahren in Betrieb gehen. Laut einer Studie würden etwa 20 Prozent der Container dann den Weg über die B 110 und die A 20 Richtung Westen nehmen. Auch würde sich der Getreideexport aus Mecklenburg-Vorpommern zum Swinemünder Hafen hin verlagern. Die Bahn müsse nun mit größter Schnelligkeit gebaut werden, damit die vorhandenen Fördermittel per Gemeindeverkehrsfinanzierungsgesetz (beim Bund 85 Prozent der Kosten) in Anspruch genommen werden. Die Verbindung soll nun (2024) in das Bundesschienenwegeausbaugesetz aufgenommen werden.